# Культура разрешения
Культура разрешения (англ. Permission culture) — термин, которым Лоуренс Лессиг и другие активисты авторских прав называют общество, в котором ограничения, связанные с авторскими правами, получили широкое распространение и насильственны до такой степени, что все виды использования объектов авторского права должны быть разрешены только по договору. Это имеет и экономические, и социальные последствия. Для примера, в таком обществе владельцы авторских прав могут потребовать оплату за каждое использование произведения и (что, возможно, даже важнее) за разрешение создавать производные произведения.
Культурой разрешения также называют менталитет (который, как предполагается, будет поощряться законом об авторском праве), носители которого чувствуют моральные обязательства спрашивать разрешение, чтобы делиться произведением других людей или повторно использовать существующие произведения в каком-то новом произведении.
Этот термин часто противопоставляется культуре ремиксов (remix culture).